# Notre-Dame-des-Millières
Notre-Dame-des-Millières település Franciaországban, Savoie megyében. Lakosainak száma 1000 fő (2022. január 1.). Notre-Dame-des-Millières Frontenex, Gilly-sur-Isère, Monthion, Sainte-Hélène-sur-Isère, Saint-Paul-sur-Isère és Tournon községekkel határos.

## Népesség
A település népességének változása:
| Lakosok száma | 975  | 1008 | 1042 | 1031 | 1031 | 1029 | 1024 | 1012 | 1000 |
|               | 2013 | 2015 | 2016 | 2017 | 2018 | 2019 | 2020 | 2021 | 2022 |